# 2506 Pirogov
A 2506 Pirogov (ideiglenes jelöléssel 1976 QG1) a Naprendszer kisbolygóövében található aszteroida. Nyikolaj Sztyepanovics Csernih fedezte fel 1976. augusztus 26-án.